# شبه‌جزیره یامال

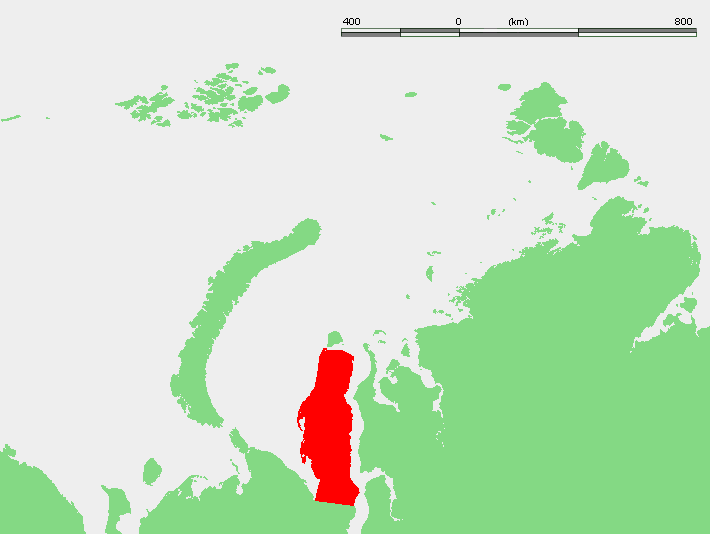
نقشه‌ای که موقعیت شبه‌جزیره یامال را نشان می‌دهد.

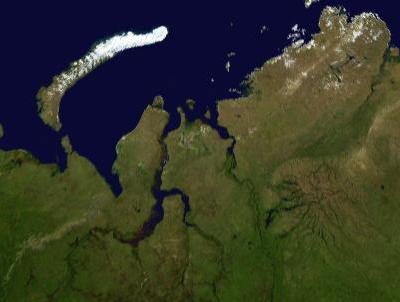
نقشه ماهواره‌ای شبه‌جزیره یامال

شبه‌جزیره یامال (روسی: полуо́стров Яма́л) در ناحیه خودگردان یامالو-ننتس در شمال غربی سیبری، روسیه واقع شده‌است. این شبه‌جزیره تقریباً ۷۰۰ کیلومتر امتداد دارد و در غرب با دریای کارا و خلیج بایداراتسکایا و در شرق با خلیج اب هم‌مرز است. در انتهای شمالی این شبه‌جزیره تنگه مالیگنا و فراتر از آن، جزیره بلی قرار دارد. «یامال» در زبان ننتس‌ها، ساکنان بومی شبه‌جزیره، به معنای «پایان سرزمین» است.